# Thij
Thij is een buurtschap in de gemeente Steenwijkerland, in de Nederlandse provincie Overijssel.
De buurtschap is gelegen in het noorden van de gemeente, tussen Steenwijk en Steenwijkerwold.